# Музичка школа „Константин Бабић” Прњавор
Музичка школа „Константин Бабић” се налази у улици Владике Платона 27, у Прњавору. Основана је 31. октобра 1985. године, а званично је почела са радом 1. јануара 1986. Име је добила по Константину Бабићу, српском композитору, професору и шефу Катедре за музичку теорију на Факултету Музичке уметности у Београду.

## Историјат
Рад је започела 1979. године као подручно одељење Музичке школе из Дервенте, а коришћене су просторије у тадашњем Народном универзитету „Ђуро Пуцар Стари” у Прњавору. Школске 1979—80. године имала је седамдесет уписаних ученика, а од инструмената су били заступљени хармоника и клавир. Временом се повећавао број ученика и наставника што је довело до потребе за оснивањем самосталне школе 31. октобра 1985. године, а 1. јануара 1986. је званично почела са радом, под називом Школа за основно музичко образовање и васпитање Прњавор.
Од школске 2017—18. године проширује своју делатност и тако пружа могућност ученицима са општине Прњавор, али и општина из окружења, да поред основног стичу и средње музичко образовање. Окружни привредни суд у Бања Луци издаје 28. септембра 2017. године решење о пререгистрацији школе на основу кога добија нови назив Музичка школа „Константин Бабић” Прњавор.
Васпитно – образовни рад се данас одвија у новој школској згради прилагођеној потребама и стандардима уметничких школа. Настава је организована у две смене, а обухвата општеобразовну наставу, стручну групну и индивидуалну наставу. Располаже са десет учионица за индивидуалну наставу, четири учионица за групну наставу, једним информатичким кабинетом и концертном салом за одржавање смотри, интерних часова, концерата и других сличних манифестација. Поседује музичке инструменте, рачунаре и остале технологије неопходне за квалитетну реализацију наставе. Видео надзор покрива простор око школе, све учионице и ходнике што повећава сигурност боравка ученика током наставе. На нивоу основне школе садржи актив клавир, хармоника, виолина, виола, гитара, флаута и кларинет, а на средњошколском музички извођач и музички сарадник – теоретичар.

## Догађаји
Догађаји музичке школе „Константин Бабић”:
- Светосавска академија[5]
- Дан школе[5]
- Међународни фестивал гитаре „GuitarUnited fest”
- Међународни музички фестивал Аранђеловац 2019.
- Међународно такмичење дрвених дувача у Пожаревцу
- Интернационални фестивал музике „Primavera” у Бијељини
- Интернационални фестивал „Акордеон арт” у Источном Сарајеву
- Интернационални фестивал музике „Скала” Брчко
- Интернационални сусрети виолиниста у Сремским Карловцима
- Фестивал „Исидор Бајић” Нови Сад
- Републичко такмичење ученика музичких школа РС Приједор
- „Меморијал Аца Панић” у Младеновцу
- Slobomir International Music Competition
- Вече младих и успешних[5]